# Oliva jamaicensis
Oliva jamaicensis is een slakkensoort uit de familie van de Olividae. De wetenschappelijke naam van de soort is voor het eerst geldig gepubliceerd in 1870 door Marrat.